# Patrick Hine
Sir Patrick Bardon Hine, GCB, GBE (* 14. Juli 1932 in Southampton, Hampshire) ist ein ehemaliger britischer Offizier der Royal Air Force, der als General (Air Chief Marshal) zwischen 1985 und 1987 Vize-Chef des Verteidigungsstabes (Vice-Chief of the Defence Staff), von 1987 bis 1988 Mitglied für Versorgung und Organisation (Air Member for Supply and Organisation) dem Luftwaffenausschuss (Air Force Board) sowie zuletzt zwischen 1988 und 1991 Oberkommandierender des RAF Strike Command war. Er bekleidete ferner von 1997 bis 2011 das Ehrenamt als Wappenkönig des Order of the British Empire (King of Arms of the Order of the British Empire).

## Leben

### Offiziersausbildung, Offizier und Stabsoffizier
Patrick Bardon Hine absolvierte nach dem Besuch des Peter Symonds College in Winchester seinen Militärdienst (National Service) in der Royal Air Force und wurde am 1. Oktober 1953 als Berufssoldat (Permanent Commission) im Dienstgrad eines Flying Officer in die RAF übernommen. Er absolvierte Flugausbildungen auf dem Jagdflugzeug Gloster Meteor sowie auf dem Kampfflugzeug Hawker Hunter und fand im Anschluss zahlreiche Verwendungen als Offizier und wurde am 20. September 1956 zum Flight Lieutenant befördert. Für seine Verdienste wurde er 1960 mit der Queen’s Commendation for Valuable Service in the Air (QCVSA) ausgezeichnet sowie am 1. Juli 1962 zum Squadron Leader befördert. Kurz darauf wurde er am 3. Oktober 1962 Kommandeur (Commanding Officer) der No. 92 Squadron RAF und verblieb auf diesem Posten bis zum 19. Oktober 1964.
Hine wurde am 1. Januar 1968 zum Wing Commander sowie am 1. Januar 1972 zum Group Captain befördert. Er fungierte zwischen dem 30. Januar 1974 und Juli 1975 als Kommandant des Luftwaffenstützpunktes RAF Wildenrath.

### Aufstieg zumAir Chief Marshal
Am 1. Juli 1975 wurde Patrick Hine als Air Commodore Leiter des Referats Öffentlichkeitsarbeit des Luftwaffenstabes (Director of Public Relations) und bekleidete dieses Amt bis Dezember 1977. Er war zwischen Januar und November 1979 Leitender Luftwaffenstabsoffizier SASO (Senior Air Staff Officer) der britischen Luftstreitkräfte in der Bundesrepublik Deutschland (RAF Germany) Im Dezember 1979 wurde er als Generalmajor (Air Vice-Marshal) Assistierender Chef des Luftwaffenstabes für politische Inhalte (Assistant Chief of the Air Staff (Policy)) und verblieb auf diesem Posten bis März 1983.
Im Anschluss übernahm Hine am 9. April 1983 als Air Marshal als Nachfolger von Air Marshal Sir Jock Kennedy als Oberkommandierender der britischen Luftstreitkräfte in Deutschland (Air Officer Commanding-in-Chief, RAF Germany) und war als solcher zugleich in Personalunion Kommandeur der 2. Taktischen Luftflotte (RAF Second Tactical Air Force), ehe er in diesen beiden Verwendungen am 1. Juli 1985 von Air Marshal David Parry-Evans abgelöst wurde. Während dieser Zeit wurde er am 11. Juni 1983 zum Knight Commander des Order of the Bath (KCB) geschlagen und führt seitdem den Namenszusatz „Sir“.
Im Juli 1985 wurde Sir Patrick Hine als Air Chief Marshal Nachfolger von Air Chief Marshal Sir Peter Robin Harding als Vize-Chef des Verteidigungsstabes (Vice Chief of Defence Staff). Er bekleidete dieses Amt bis November 1987 und wurde daraufhin von General Sir Richard Vincent abgelöst. Er selbst wiederum löste im November 1987 Air Chief Marshal Sir Michael Armitage als Mitglied für Versorgung und Organisation (Air Member for Supply and Organisation) im Luftwaffenausschuss (Air Force Board) ab. Er hatte diese Funktion bis zu seiner Ablösung durch Air Chief Marshal Sir Brendan Jackson im August 1988 inne.
Zuletzt wurde Hine im September 1988 Nachfolger von Air Chief Marshal Sir Peter Robin Harding als Oberkommandierender des Luftangriffskommandos (Air Officer Commanding-in-Chief, RAF Strike Command). Er verblieb in dieser Funktion bis zu seinem Ausscheiden aus dem aktiven Militärdienst im Mai 1991 und wurde dann von Air Chief Marshal Sir Michael Graydon abgelöst. Zugleich fungierte er während des Zweiten Golfkrieges nach dem am 17. Januar 1991 begonnenen alliierten Gegenschlag bis zum 5. März 1991 als Gemeinsamer Kommandeur der dort eingesetzten britischen Streitkräfte (Joint Commander, British Forces, Gulf War). Für seine langjährigen militärischen Verdienste wurde er am 31. Dezember 1988 zum Knight Grand Cross des Order of the Bath (GCB) sowie mit seinem Eintritt in den Ruhestand am 29. Juni 1991 auch zum Knight Grand Cross des Order of the British Empire (GBE) erhoben. Nach seinem Eintritt in den Ruhestand war er von 1992 bis 1999 als Militärischer Berater des Rüstungs- und Luftfahrtkonzerns British Aerospace.
Als Nachfolger von Admiral Sir Anthony Storrs Morton übernahm Sir Patrick Hine 1997 das Ehrenamt als Wappenkönig des Order of the British Empire (King of Arms of the Order of the British Empire) und behielt dieses bis 2011, woraufhin Admiral Sir Peter Abbott seine Nachfolge antrat.